# Sân vận động Egao Kenko
Sân vận động Egao Kenko (えがお健康スタジアム) là một sân vận động đa năng nằm ở Higashi-ku, Kumamoto, Nhật Bản. Nơi đây hiện chủ yếu được sử dụng cho các trận đấu bóng đá và một vài trận bóng bầu dục. Sức chứa của sân là 32,000 khán giả.
Sân vận động là địa điểm tổ chức Giải bóng bầu dục thế giới 2019.